# نام‌آوا
صداواژه یا نام‌آوا (به انگلیسی: Onomatopoeia) در زبان‌شناسی به واژه‌هایی گفته می‌شود که از صداهای موجود در طبیعت تقلید شده‌اند، مانند چهچهه، (آسمان) غُرُمبه، شیهه، ترقه، شرشر و امثال آن.
این واژه‌ها، واژه‌های مربوط به صدا هستند و بنابر این به آن‌ها صداواژه گفته می‌شود. فرهنگستان زبان فارسی برای این مفهوم کلمهٔ «نام‌آوا» را برگزیده که از نظر ترکیبی نادرست است و معنی آن، یعنی «آوای نام» معنی درستی نمی‌دهد.
صداواژه یکی از پاره‌های گفتار است و در همه زبان‌های جهان نیز وجود دارد. معمولاً یک صدای طبیعی در زبان‌های گوناگون به گونه‌های مختلف منعکس می‌شود مثلاً آواز خروس در فارسی به قوقولی‌قوقو مشهور است و در انگلیسی به cockadoodledoo.
صداواژه‌ها خود بخشی از اندیش‌آواها بشمار می‌آیند.

## گروه‌بندی
صداواژه‌ها را در شش گروه جای می‌دهند: «صداواژه‌های مستقیم واژگانی»، «صداواژه‌های مستقیم غیرواژگانی»، «صداواژه‌های بیانی»، «صداواژه‌های اندیشه‌ای»، «صداواژه‌های متداعی»، و «صداواژه-واژه‌ها». یافته‌ها نشان می‌دهد که پُرکاربردترین گروه، صداواژه-واژه‌ها هستند؛ یعنی واژه‌هایی که ریشه در آوا دارند، اما خود نقش اسم، صفت، فعل یا قید دارند. در مقابل، «صداواژه‌های مستقیم غیرواژگانی» کم‌کاربردترین گروه‌اند.
میان فرم آوایی واژه و معنای آن، پیوندهای انگیخته متنوعی وجود دارد که در مواردی به تقلید مستقیم از صداهای طبیعی (مانند «شرشر»، «قوقو» یا «بع‌بع») می‌انجامد و در مواردی دیگر، مفاهیمی چون احساس، کیفیت، یا تأثیرات روانی (مانند «زغ‌زغ»، «ورمورم») را بازمی‌تابد.
نمونه‌هایی از هر گروه به همراه توضیح آن‌ها:
۱. صداواژه‌های مستقیم واژگانی
واژه‌هایی هستند که به‌طور مستقیم صدای طبیعی را تقلید می‌کنند و در زبان نیز به‌عنوان واژه مستقل پذیرفته شده‌اند.
نمونه‌ها:
- «شرشر»: صدای جاری شدن آب.
- «قوقو»: صدای خروس.
- «کِش‌کِشه»: صدای اصطکاک پوست مار.
- «گرپ‌گرپ»: صدای پای اسب یا نعل در حرکت.

۲. صداواژه‌های مستقیم غیرواژگانی
واژه‌هایی هستند که صدایی طبیعی را بازمی‌تابانند، اما به دلیل ساختار صرفی ناهنجار یا خارج از الگوهای واژه‌سازی فارسی، به‌عنوان واژه رسمی در زبان جای ندارند.
نمونه‌ها:
- «خخخخ»: تقلید صدای تپش نبض یا حبس نفس.
- «کِش‌کِش‌کِش»: صدای کشیده شدن جسمی بر زمین.

۳. صداواژه‌های بیانی
این صداواژه‌ها برای بازنمایی صفات، حالات و کیفیت‌هایی چون بزرگی، شدت، یا زبری به کار می‌روند.
نمونه‌ها:
- «کلفت»: همراه با همخوان انسدادی قوی \[k]، حس ناهمواری و ضخامت را منتقل می‌کند.
- «درشت» در تقابل با «ریز»: با صداهای پرانرژی‌تر و لب‌گرد، القاکننده حجم یا اندازهٔ بزرگ‌تر است.

۴. صداواژه‌های اندیشه‌ای
واژه‌هایی که نه برای بازنمایی صدای خارجی، بلکه برای انتقال حس، حالت روانی یا برداشت ذهنی ساخته شده‌اند.
نمونه‌ها:
- «ورمورم»: بیان‌گر حالتی پیش از تب، احساس سرمای لرزان.
- «زُغ‌زُغ»: احساس سوزش در محل زخم یا سوختگی.
- «فَغ‌فَغ»: دردهای کوتاه و مکرر همراه با آه کشیدن.

۵. صداواژه‌های متداعی
واژه‌هایی که رابطهٔ مستقیم آوایی با مصداق ندارند، اما بر اثر تداعی ذهنی به آن ربط داده شده‌اند.
نمونه‌ها:
- «کلاغ»: نام پرنده‌ای که از صدای آن (کاغ‌کاغ) گرفته شده است.
- «بره»: صدای بع‌بع با کودک حیوان مرتبط است، گرچه نام به‌صورت صریح آواگون نیست.

۶. صداواژه-واژه‌ها
واژه‌هایی که از آوا گرفته شده‌اند ولی خود نقش دستوری دارند (اسم، صفت، فعل، قید).
نمونه‌ها:
- «خُرخُر»: فعل خرناس کشیدن.
- «چِکیده»: صفت یا اسم برگرفته از صدای چکه کردن.
- «فس‌فس»: فعل کند پیش رفتن یا با درنگ سخن گفتن.
- «قلپ‌قلپ»: صدای نوشیدن پیاپی مایع.
- «جلِزی»: صفتی که حس سوختن شدید را القا می‌کند.

## فهرست صداواژه‌ها در زبان فارسی
توجه کنید که این واژه‌ها تقلیدی از خود همان صداها هستند:

### صداهای روزمره
- اِهِن و تُلُپ
- بوق
- تاپ تاپ
- تالاپ و تولوپ
- تپ(یدن)
- ترق و توروق
- ترقه
- تُف
- تفنگ
- تلق و تولوق
- تلنگر
- توپ
- جر
- جرقه
- جز(غاله)
- جزّ (جگر زدن)
- جِلِز و وِلِز
- جیرجیرک
- جیرینگی
- جیزّ
- چک (زدن)
- چکاچک
- چکه (نماآوای آن به صورت چِک‌چِک نیز استفاده می‌شود)
- خُر و پف
- خراش
- خَرخَر
- خش خش (برگ‌ها)
- دِلِنگ و دُلونگ
- (دندان)قروچه
- زنگ
- شَپَلَق
- شُرشُر
- غِرغِره کردن
- غلغل
- فشفشه
- فشنگ
- قارقارک (کنایه از وسیلهٔ نقلیهٔ پرسر و صدا[نیازمند منبع])
- قاه قاه
- قار و قور (صدای شکم هنگامه گرسنگی)
- قرقره
- قُلُپ‌قُلُپ
- قِلِفتی (کندن)
- قورت دادن
- قهقهه (خنده)
- کرکره
- ماسماسک (کنایه از وسیله‌های دکمه‌دار[نیازمند منبع])
- مُف (دماغ)
- مِلِچ و مُلوچ (خوردن با عجله)
- وَنگ وَنگ (کردن)
- هام (نوعی صدای خوردن)
- هدهد
- هورت کشیدن (هُرت کشیدن)
- ویژ، ویژژ (نشان از سرعت در حرکت چیزی دارد)
- تق تق (در زدن، کوبیدن دست یا چیزی بر در برای اطلاع)
- گِز گِز (نوعی احساس از خانوادهٔ خارش، اما از جنس درد)
- زُق زُق (نوعی احساس از خانوادهٔ خارش، اما از جنس درد)
- تِر تِر
- مِس مِس (تعلل کردن)
- قُل قُل (در مورد آب جوشنده، در معرض حرارت یا آب چشمه یا به صورت مصنوعی در قلیان)
- زِر زِر (سخنان بیهوده)
- هُلُپ هُلُپ (برای خوردن با عجله استفاده می‌شود)
- شُلُپ شُلُپ
- شَتَرَق (مانند شَپَلَق، صدای تصادم دو جسم)
- شالاپ (افتادن شیئی در آب)
- مور مور (نوعی خارش در موضعی از پوست آدمی)
- های های (گریه)
- بنگ بنگ
- دیلینگ دیلینگ (صدای زنگ. مانند زنگ دوچرخه و امثالهم)
- عوعو (صدای سگ)
- هاها (صدای خندهٔ بلند)

### صداهای حیوانات
- خروس: قوقولی قوقو
- مرغ:قُد قُد
- شیر: غر (ش)
- سگ: واق واق، هاف هاف یا هاپ هاپ (بچه‌گانه)، (عوعو کردن)
- گرگ: زوزه
- اسب: شیهه
- بلبل: چهچهه
- خر: عرعر
- زنبور: وز وز
- گربه: میو میو
- کلاغ: غارغار
- گنجشک و جوجه: جیک جیک
- جیرجیرک: جیر جیر
- قورباغه: قور قور
- بره:بع بع
- گوسفند: مع مع
- گاو: ما ما